# Neue Tendenzen
Neue Tendenzen (im internationalen Sprachgebrauch meist Nouvelles Tendances genannt) ist die Bezeichnung einer avantgardistischen internationalen Künstlergruppe der 1960er und 1970er Jahre. In ihr versammelten sich west- und osteuropäische sowie südamerikanische Künstler aus dem Umkreis der Op Art, der Kinetischen Kunst und der Lichtkunst. Den Neuen Tendenzen gehörten neben anderen die Mitglieder der Künstlergruppen ZERO und Effekt aus Deutschland, Grav aus Frankreich, Gruppo N und Gruppo T aus Italien und Exat 51 aus Jugoslawien an.
Die Künstlergruppe trat erstmals 1961 mit der Ausstellung „Nove Tendencije“ in Zagreb in Erscheinung. Die stark beachtete Ausstellung von 1964 im Pariser Musée des Arts Décoratifs im Louvre führte zur französisch geprägten internationalen Namensgebung. Die Ausstellungen setzten sich noch bis in die frühen 1970er Jahre fort.
Kennzeichnend für die Neuen Tendenzen war das Streben nach optischer Untersuchung der Fläche, der Struktur und der Objekte an sich. Insbesondere die Op Art bezog sich maßgeblich auf die Neuen Tendenzen. Die experimentelle Kunst wollte keine Gewissheiten verschaffen und direkt auf den Betrachter wirken, dessen Partizipation am Kunstwerk ein wichtiges Ziel darstellte.
Mit dem avantgardistischen Charakter der Neuen Tendenzen verband sich die Einbindung von Kunstformen, die zu ihrer Zeit noch keine allgemeine Anerkennung gefunden hatten. 1968 wurde in Zagreb eine umfangreiche Sektion mit Computerkunst gezeigt, und in der letzten Zagreber Ausstellung 1973 war die Konzeptkunst vertreten.